# Бумбешть-Піцик (комуна)
Бумбешть-Піцик, Бумбешті-Піцик (рум. Bumbești-Pițic) — комуна у повіті Горж в Румунії. До складу комуни входять такі села (дані про населення за 2002 рік):
- Бумбешть-Піцик (979 осіб)
- Кирліджей (806 осіб)
- Поєнарі (782 особи)

Комуна розташована на відстані 204 км на північний захід від Бухареста, 35 км на схід від Тиргу-Жіу, 90 км на північ від Крайови.

## Населення
За даними перепису населення 2002 року у комуні проживали 2567 осіб.
Національний склад населення комуни:
| Національність | Кількість осіб | Відсоток |
| -------------- | -------------- | -------- |
| румуни         | 2564           | 99,9%    |
| українці       | 1              | < 0,1%   |
| італійці       | 1              | < 0,1%   |

Рідною мовою назвали:
| Мова       | Кількість осіб | Відсоток |
| ---------- | -------------- | -------- |
| румунська  | 2566           | > 99,9%  |
| італійська | 1              | < 0,1%   |

Склад населення комуни за віросповіданням:
| Релігія        | Кількість осіб | Відсоток |
| -------------- | -------------- | -------- |
| православні    | 2553           | 99,5%    |
| адвентисти     | 11             | 0,4%     |
| римо-католики  | 1              | < 0,1%   |
| греко-католики | 1              | < 0,1%   |